# Битрито
Битрѝто (на италиански: Bitritto, на местен диалект Vetrìtte, Ветрите) е град и община в Южна Италия, провинция Бари, регион Пулия. Разположен е на 102 m надморска височина. Населението на общината е 10 881 души (към 2010 г.).